# Khemarat (huyện)
Khemarat (tiếng Thái: เขมราฐ) là huyện (amphoe) cực bắc của tỉnh Ubon Ratchathani, đông bắc Thái Lan.

## Lịch sử
Mueang Khemarat là một thành phố cổ. Đây là thành phố cấp một trong  thời kỳ Rattanakosin và báo cáo trực tiếp Bangkok. Trong cuộc cải cách thesaphiban đầu thế kỷ 20, đơn vị này thuộc Ubon Ratchathani.

## Địa lý
Các huyện giáp ranh (từ phía đông nam theo chiều kim đồng hồ) là: Na Tan, Pho Sai, Kut Khaopun của tỉnh Ubon Ratchathani, Pathum Ratchawongsa và Chanuman của Amnat Charoen province. Về phía đông bắc bên kia sông Mekong là tỉnh Salavan Lào.
Nguồn nước quan trọng ở huyện này là sông Mekong.

## Hành chính
Huyện này được chia thành 9 phó huyện (tambon), các đơn vị này lại được chia ra thành 117 làng (muban). Khemarat là một thị trấn (thesaban tambon) nằm trên một phần của tambon Khemarat. Có 9 Tổ chức hành chính tambon.
| STT. | Tên          | Tên Thái | Số làng | Dân số |  |
| ---- | ------------ | -------- | ------- | ------ |  |
| 1.   | Khemarat     | เขมราฐ   | 19      | 16.987 |  |
| 3.   | Kham Pom     | ขามป้อม   | 17      | 9.288  |  |
| 4.   | Chiat        | เจียด     | 9       | 4.858  |  |
| 7.   | Nong Phue    | หนองผือ   | 13      | 9.243  |  |
| 8.   | Na Waeng     | นาแวง    | 12      | 7.052  |  |
| 10.  | Kaeng Nuea   | แก้งเหนือ  | 10      | 6.253  |  |
| 11.  | Nong Nok Tha | หนองนกทา | 13      | 5.764  |  |
| 12.  | Nong Sim     | หนองสิม   | 10      | 4.908  |  |
| 13.  | Hua Na       | หัวนา     | 14      | 12.657 |  |

Các số không có trong bảng là tambon nay tạo thành huyện Na Tan.